# Play-Doh
 (décembre 2017).
Si vous disposez d'ouvrages ou d'articles de référence ou si vous connaissez des sites web de qualité traitant du thème abordé ici, merci de compléter l'article en donnant les références utiles à sa vérifiabilité et en les liant à la section « Notes et références ».
Play-Doh est une pâte à modeler qui possède des propriétés mécaniques particulières. D'une grande plasticité, elle fut créée pour nettoyer le papier peint. Play-Doh est une marque déposée de jouets appartenant au groupe Hasbro.

## Description
Sa composition exacte est un secret industriel, mais elle est principalement composée de farine de blé, d'eau, de kérosène inodore (ou tout autre distillat de pétrole qui procure une texture douce au toucher), de sel, d'un dessicant pour éliminer la moisissure (borax par exemple), d'un agent de durcissement à base d'alun, de colorant et de parfum.[réf. nécessaire]
Théoriquement[C'est-à-dire ?], la pâte Play-Doh n'est pas toxique[réf. nécessaire], ne laisse pas de tache et est soluble dans l'eau savonneuse. Si elle est maintenue dans un contenant hermétique, elle demeure modelable. Par contre, si elle est exposée à l'air, elle durcit en 24 heures. Elle se conserve de -8° à +35°.

## Historique
La pâte à modeler Play-Doh fut créée en 1956 par Noah McVicker.  
À ce jour[Quand ?], il s'en est vendu plus de 350 000 tonnes, souvent livrées avec différentes sortes d'objets mécaniques. 